# Железопътна мрежа на Гърция
Изграждането на железопътната мрежа на Гърция бележи началото си от самото начало на новата гръцка държавност.
През 1835 г. гръцкото правителство представя план за построяването на първата жп линия между Атина и Пирея. След 22 години, през 1857 г., е подписан договор за изграждането на железопътната линия. През 1869 г. тази жп линия с дължина 8,8 км е въведена в експлоатация. 
Социално-икономическото състояние на Гърция в края на 19 век е на незадоволително ниво. С изключение на Атина, кралството е осеяно с малки градове, където населението се занимава със занаятчийство. Те са търговски и икономически центрове за околните села. Промишленост почти няма, което не предразполагата към изграждането и развитието на железопътна мрежа в страната. Едва след освобождението на България, по повод присъединяването на Тесалия към кралство Гърция (Цариградски договор (1881)), гръцкото правителство в лицето на тогавашния премиер Александрос Кумундурос сключва четири контракта за изграждане на железопътни линии с междурелсова ширина 1435 mm. Амбициите са, Гърция да се превърне в основен транзитен център за търговията и комуникациите между Европа и Азия.
През 1882 г., новият министър-председател на Гърция Харилаос Трикупис разваля и четирите контракта, заменяйки ги с нови, сключени от новото гръцко правителство. Трикупис има различна визия за гръцките железници и смята, че те трябва да стимулирт вътрешно-икономическия растеж на Гърция. Трикупис залага на теснолинейния железопътен транспорт с ширина на междурелсието от 1000 мм. Въпреки това, железопътната линия между Атина и Лариса е изградена със стандартно междурелсие от 1435 mm, предвид опцията – гръцката железопътна мрежа да се свърже с европейската. Запланувано е към 1882 г., за 25 години Гърция да изгради своя железопътна мрежа. 
До 1909 г. в Гърция са изградени 1606 км железопътни линии със стандартно междурелсие. През Темпейската долина, железопътната мрежа на Гърция, посредством османската, е свързана с европейската. По този начин, най-богата и развита тесалийска част на страната, т.е. тесалийската равнина, е свързана с железница със столицата Атина. През 1918 г., след края на Първата световна война, между Атина и Солун има пряка железопътна линия с дължина 506 км. 
Гръцката организация за железници (ΟΣΕ) е основана през 1971 г., като приемник на Гръцките държавни железници. Оттогава железопътната мрежа на страната е само модернизирана и обновявана, като линията между Атина и Лариса е електрифицирана, както и тази между гръцката столица и международното летище „Елефтериос Венизелос“.
Гръбнакът на гръцката железопътна мрежа е железопътната линия Пирея/Атина – Солун с отклонения към Халкида и Ламия. От Солун през Кулата и Гевгелия, железопътната мрежа на Гърция се свързва с тази на България и Република Македония. От Солун, след включването в състава на Гърция на Егейска Македония и Беломорска Тракия, страната наследява старата османска железопътна линия към Истанбул /на гръцко-турската граница/ и Свиленград на /гръцко-българската граница/. 
Гърция има изградена и железопътна мрежа в Пелопонес.
В началото на 21 век, с изграждането на Егнатия Одос, Гърция планува по това време да изгради нова железопътна линия (за скорост до 160 km/h) Каламбака-Янина-Игуменица, като по този начин за първи път в историята – Епир ще има железопътна линия. Предвижда и нова втора жп връзка на Тесалия с Македония, посредством железопътна линия Каламбака-Кочани. 
Гръцката държава планира и да изгради интермодален транспорт от йонийското пристанище Платияли, посредством планираната жп линия Мост „Рио-Антирио“-Антирио-Янина. 
Предвидено е и изграждането на железопътна линия от Мост „Рио-Антирио“-Рио-Патрас-Пиргос-Каламата. 
Всички планирани железопътни проекти на Гърция се сриват в близка перспектива, след настъпилата финансова криза в Гърция. Гръцката организация за железниците работи на загуба от $ 3.8 милиона на ден, като по този начин трупа общ дълг от около $ 13 милиарда долара. През 2008 г. компанията отчита намаляване на загубата си спрямо 2007 г. от $ 1 милиард годишно – на 253 милиона долара. Между 2000 и 2009 г. средната работна заплата на служителите в гръцките железници се увеличава с 50%, а броят на служителите намалява с 30%. Средната заплата на един гръцки железопътен служител е 78 000 долара, а в Пелопонес – около 130 000 долара. През 21 век гръцкото правителство отпуска на гръцките железници големи заеми. През 2010 г., под натиск от ЕС, някои железопътни линии в Гърция са изведени от експлоатация. 
Гърция има по две железопътни връзки с България и Република Македония, и една с Турция. С Албания няма железопътна връзка, но се предвижда такава да се осъществи с изграждането на 130 km железен път от Лерин до Поградец.